# We Can Work It Out
We Can Work It Out (Lennon/McCartney) är en låt av The Beatles från 1965.

## Låten och inspelningen
Låten skrevs av Paul McCartney och John Lennon. McCartneys hoppfulla verser följs av Lennons melankoliska reflektioner.  Den innehåller akustiska arrangemang plus John Lennon på harmonium, något av en förelöpare till "Being for the Benefit of Mr. Kite!" på Sgt. Pepper.
Åter är låten en anspelning på McCartneys varierande relation med Jane Asher.
Denna låt fick den längsta studiotiden dittills för en enskild Beatleslåt och man påbörjade inspelningen 20 oktober 1965 varefter man gjorde ytterligare pålägg och finslipning 29 oktober 1965. McCartney och Lennon kunde inte enas om huruvida denna låt eller "Day Tripper" skulle bli en singel, varför båda fick status som a-sida. Låten blev sålunda en singel tillsammans med "Day Tripper" och utgavs i England och USA 3 december respektive 6 december 1965.

## Coverversioner
Liza Öhman spelade in låten på svenska som "Vi kan börja om" och släppte den som singel 1981. Den svenska texten skrevs av Hawkey Franzén.

## Listplaceringar
| Lista (1965-1966) | Position         |
| ----------------- | ---------------- |
| Flandern          | 3                |
| Kanada            | 2                |
| Nederländerna     | 1                |
| Storbritannien    | 1                |
| Sverige           | 1 (Kvällstoppen) |
| Sverige           | 1 (Tio i topp)   |
| USA               | 1                |
| Vallonien         | 12               |
| Västtyskland      | 2                |